# Ossobuco

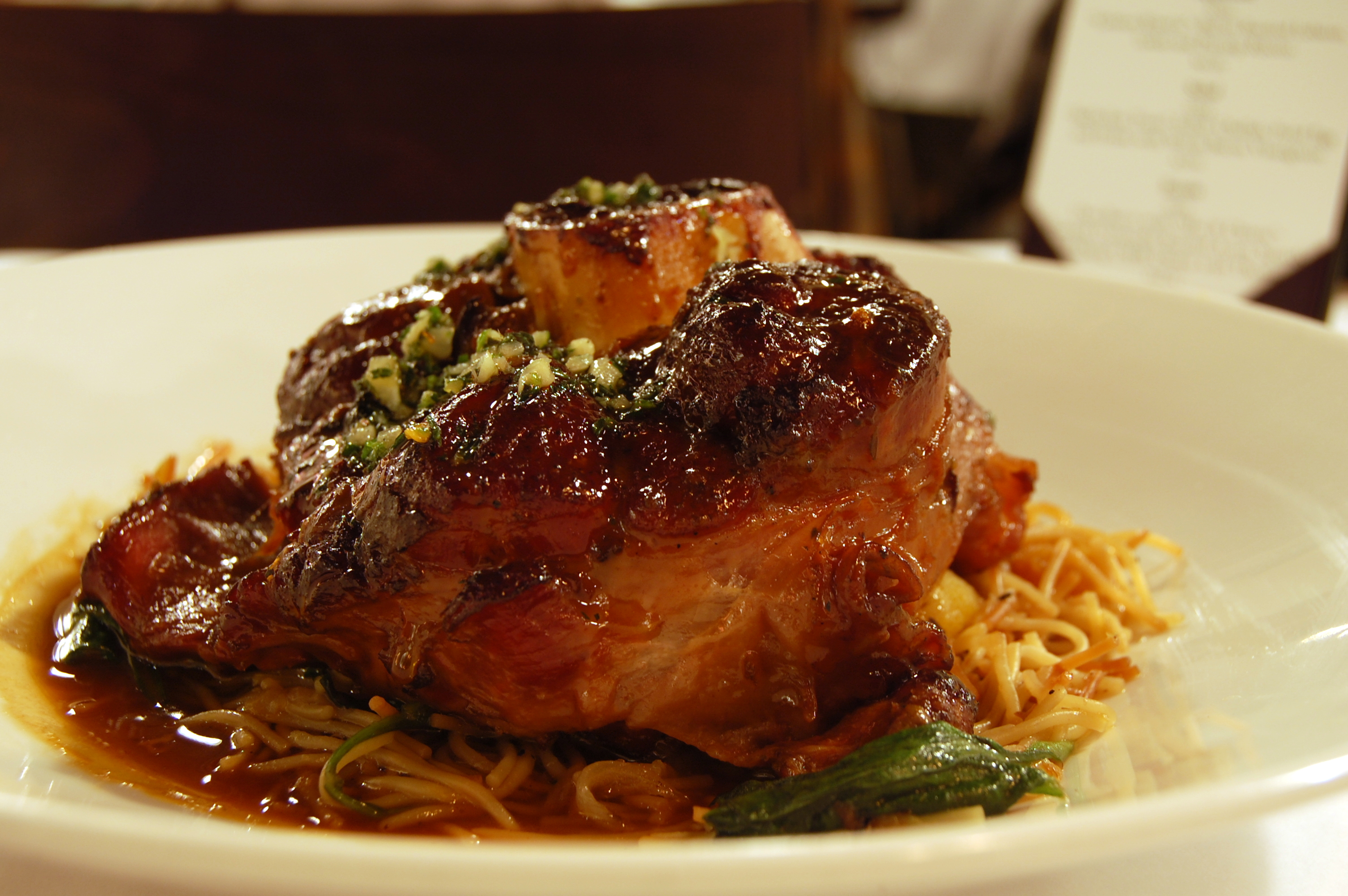
Ossobuco

Ossobuco (dosł. „kość z dziurą”) – popularna mięsna potrawa kuchni włoskiej z giczy cielęcej, wywodząca się z Lombardii.
Najbardziej znanym wariantem potrawy jest ossobuco alla milanese, przyrządzane z pociętej giczy, którą następnie obsmaża się na maśle, a potem dusi w białym winie po dodaniu pomidorów, czosnku i cebuli. Pod koniec duszenia całość posypuje się otartą skórką cytrynową lub pomarańczową. Przed podaniem posypuje się dodatkowo siekanym jajkiem oraz nacią pietruszki. W Mediolanie ossobuco polewa się specjalnym sosem gremolata. Jako dodatek serwuje się gotowany na sypko ryż zabarwiony szafranem. Najbardziej specyficznym dodatkiem jest jednak szpik wydobyty wykałaczką z kości użytych do gotowania potrawy.